# Драженці
Драженці (словен. Draženci) — поселення в общині Хайдина, Подравський регіон‎, Словенія.